# Voltoya
Pour les articles homonymes, voir Voltoya (homonymie).
La rivière espagnole de la Voltoya est un affluent de la rivière Eresma, qui se déverse dans la rivière Adaja, affluent direct du Douro (ou Duero de son nom espagnol). Sa source est située dans les sierras, près de Campo Azálvaro. Elle traverse les provinces de Castille et León d'Avila et de Ségovie. Son embouchure est à Coca, en arrivant à l'Eresma par la gauche. 
Les affluents de la Voltoya sont les rivières Tuerto ou la Mediana. Actuellement son débit est très peu abondant puisque ses eaux sont employées intensivement pour les champs d'irrigation de son bassin.

## Référence
- (es) Cet article est partiellement ou en totalité issu de l’article de Wikipédia en espagnol intitulé « Voltoya » (voir la liste des auteurs).